# Baron Alington
Baronowie Alington 1. kreacji (parostwo Irlandii)
- 1642–1648: William Alington, 1. baron Alington
- 1648–1659: Giles Alington, 2. baron Alington
- 1659–1684: William Alington, 3. baron Alington
- 1684–1691: Giles Alington, 4. baron Alington
- 1691–1723: Hildebrand Alington, 5. baron Alington

Baronowie Alington 2. kreacji (parostwo Zjednoczonego Królestwa)
- 1876–1904: Henry Gerard Sturt, 1. baron Alington
- 1904–1919: Humphrey Napier Sturt, 2. baron Alington
- 1919–1940: Napier George Henry Sturt, 3. baron Alington